# Olethreutini
Tribu
Les Olethreutini sont une tribu de petits lépidoptères (papillons) de la famille des Tortricidae et de la sous-famille des Olethreutinae.

## Genres rencontrés en Europe
Selon Fauna Europaea (23 aout 2016) :
- Apotomis
- Argyroploce
- Aterpia
- Capricornia
- Celypha
- Cymolomia
- Eudemis
- Hedya
- Metendothenia
- Olethreutes
- Orthotaenia
- Pelatea
- Phiaris
- Piniphila
- Pristerognatha
- Pseudohermenias
- Pseudosciaphila
- Rudisociaria
- Selenodes
- Stictea
- Tia

Dénomination : en français, le nom vernaculaire Eudémis de la vigne désigne l'espèce Lobesia botrana.